# M77 (motorväg)

Lägeskarta.

M77 är en motorväg i Storbritannien som går mellan Glasgow och Kilmarnock. Motorvägen går i Skottland och utgör till viss del en länk mot färjetrafiken mot Nordirland. Den sydligaste delen av denna motorväg öppnades i april 2005.